# Polkanovit
Polkanovit ist ein sehr selten vorkommendes Mineral aus der Mineralklasse der „Sulfide und Sulfosalze“. Es kristallisiert im hexagonalen Kristallsystem mit der chemischen Zusammensetzung Rh12As7.
Polkanovit ist in jeder Form undurchsichtig und konnte bisher nur in Form massiger Aggregate von bräunlichgrauer bis grauer, metallisch glänzender Farbe gefunden werden.

## Etymologie und Geschichte
Erstmals entdeckt wurde Polkanovit am Fluss Miass in der russischen Oblast Tscheljabinsk und wissenschaftlich beschrieben durch S. N. Britvin, N. S. Rudashevsky, А. N. Bogdanova und D. К. Shcherbachov, die das Mineral nach Yuri Aleksandrovich Polkanov (* 1935) benannten, um dessen Beiträge zum Studium der Mineralogie und Erzlagerstätten der Halbinsel Krim vor allem in Bezug auf die Seifenlagerstätten zu ehren.

## Klassifikation
In der veralteten 8. Auflage der Mineralsystematik nach Strunz war der Polkanovit noch nicht aufgeführt.
In der zuletzt 2018 überarbeiteten Lapis-Systematik nach Stefan Weiß, die formal auf der alten Systematik von Karl Hugo Strunz in der 8. Auflage basiert, erhielt das Mineral die System- und Mineralnummer II/A.05-115. Dies entspricht der Klasse der „Sulfide und Sulfosalze“ und dort der Abteilung „Legierungen und legierungsartige Verbindungen“, wo Polkanovit zusammen mit Arsenopalladinit, Atheneit, Genkinit, Isomertieit, Majakit, Menshikovit, Mertieit, Miessiit, Naldrettit, Palladoarsenid, Palladobismutoarsenid, Palladodymit, Pseudomertieit, Rhodarsenid, Stibiopalladinit, Stillwaterit, Törnroosit, Ungavait, Vincentit und Zaccariniit eine unbenannte Gruppe mit der Systemnummer II/A.05 bildet.
Die von der International Mineralogical Association (IMA) zuletzt 2009 aktualisierte 9. Auflage der Strunz’schen Mineralsystematik ordnet den Polkanovit in die Klasse der „Sulfide und Sulfosalze (Sulfide, Selenide, Telluride, Arsenide, Antimonide, Bismutide, Sulfarsenide, Sulfantimonide, Sulfbismutide)“ und dort in die Abteilung „Legierungen und legierungsartige Verbindungen“ ein. Hier ist das Mineral in der Unterabteilung „Legierungen von Halbmetallen mit Platin-Gruppen-Elementen (PGE)“ zu finden, wo es als einziges Mitglied eine unbenannte Gruppe mit der Systemnummer 2.AC.30 bildet.
In der vorwiegend im englischen Sprachraum gebräuchlichen Systematik der Minerale nach Dana hat Polkanovit die System- und Mineralnummer 02.04.20.01. Das entspricht der Klasse der „Sulfide und Sulfosalze“ und dort der Abteilung „Sulfidminerale“. Hier findet er sich innerhalb der Unterabteilung „Sulfide – einschließlich Seleniden und Telluriden – mit der Zusammensetzung AmBnXp, mit (m+n):p=2:1“ als einziges Mitglied in einer unbenannten Gruppe mit der Systemnummer 02.04.20.

## Bildung und Fundorte
Polkanovit findet sich als Rückstand in Seifenlagerstätten, meist verwachsen mit Isoferroplatin und Tulameenit sowie als Inklusion in Ruthenium.
Außer an seiner Typlokalität Miass in Russland konnte das Mineral bisher (Stand: 2012) nur noch bei Qusum in China gefunden werden.

## Kristallstruktur
Polkanovit kristallisiert hexagonal in der Raumgruppe P63/m (Raumgruppen-Nr. 176) mit den Gitterparametern a = 9,297 Å und c = 3,657 Å sowie einer Formeleinheit pro Elementarzelle.